# 世界カート選手権

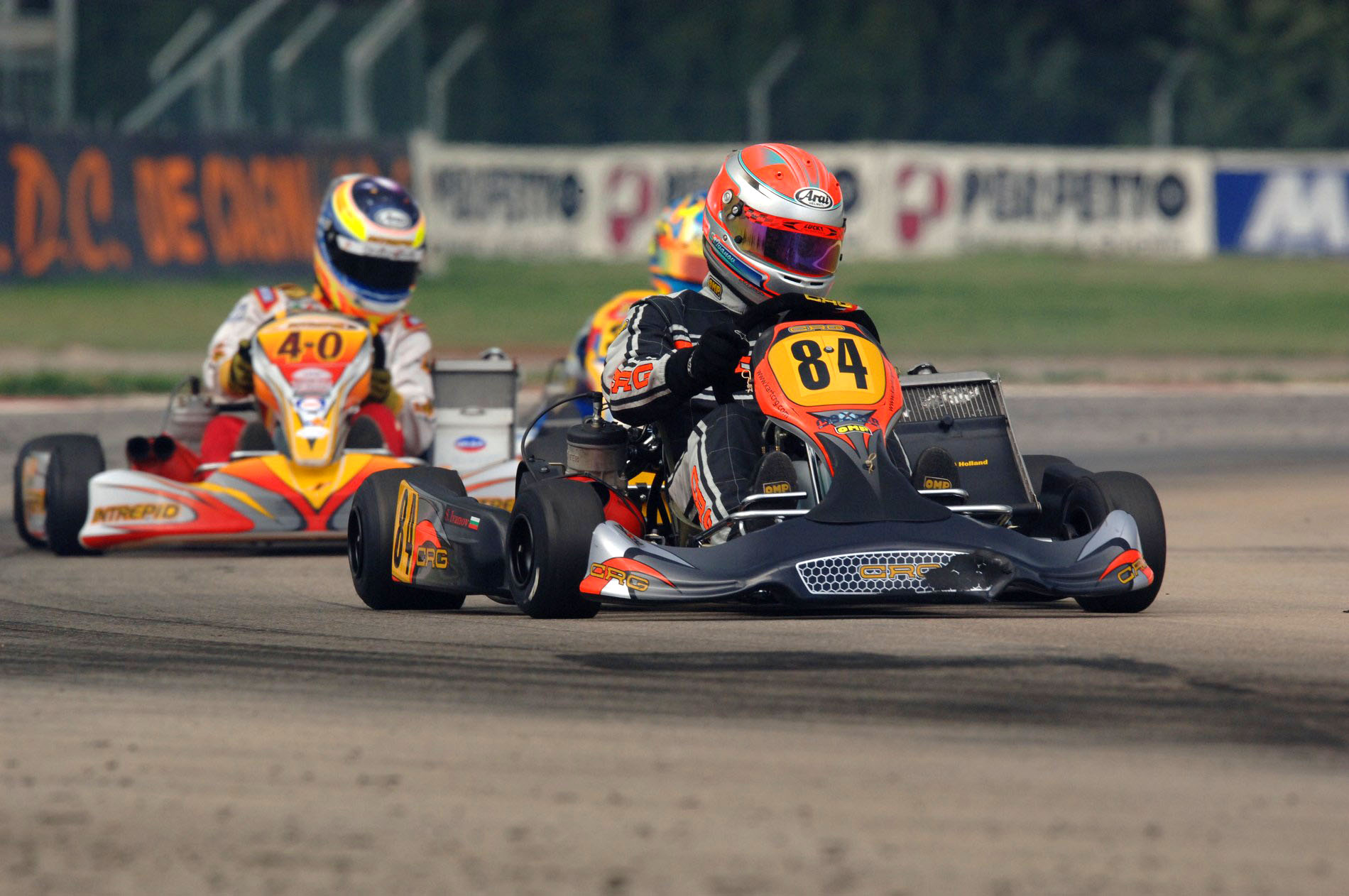

世界カート選手権（せかいカートせんしゅけん、英語: Karting World Championship）は、レーシングカートの世界選手権シリーズ。
モータースポーツ専門誌などでは、主催団体である国際カート委員会（Commission Internationale De Karting、CIK）及びその上部団体である国際自動車連盟（FIA）の略称を取ってCIK-FIA世界選手権（英語: CIK-FIA World Karting Championship）などと表記されることも多い。

## 概要
1964年にイタリア・ローマで初開催。当初は単一イベントでチャンピオンを決定する形式だったが、1966年よりシリーズ化された。その後、類似イベントであるCIK-FIAワールドカップが発足したため単一イベントに戻った時期もあるが、2011年現在は複数イベントによるシリーズとなっている。またレーシングカート自体の技術開発の進展や、特に近年は環境問題への配慮などの関係から、使用される車両等の規定はかなり流動的に変更されている。
その名の通りレーシングカート界では最高峰のタイトルでありそれ自体が栄誉だが、一方でF1などへのステップアップを目標とするドライバーの登龍門としての意味合いもあり、過去のチャンピオンにはリカルド・パトレーゼ、ヤルノ・トゥルーリ、ヴィタントニオ・リウッツィなど、後にF1ドライバーとなる人間も複数名前を連ねている。

## 歴史
- 1962年 FIAの下部組織としてCIKが設立。初代会長はジャン＝マリー・バレストル。
- 1964年 イタリア・ローマで初開催。
- 1966年 年間3戦のシリーズとなる。
- 1970年 欧州外の参加者を呼びこむ目的で単一イベントに戻る[2]。
- 1981年 エンジン排気量の上限を100ccから135ccに拡大。135ccエンジンの規格は「Formula K」と通称された[3]。
- 1983年 CIK-FIAが新たに250ccエンジンとギアボックスを装備した新クラス「Formula E」を立ち上げる。年間3戦で争われた同クラスにも世界選手権が懸けられた[4]。
- 1988年 再び100ccエンジンのクラスとして「Super 100」を導入[5]。
- 1991年 CIK-FIAワールドカップが創設。鈴鹿サーキットでワールドカップが初開催された[6]。
- 2001年 CIK-FIAワールドカップを事実上吸収する形で再びシリーズ化。年間5戦のシリーズとなる[7]。
- 2003年 「参加費用がかかりすぎる」とのエントラントからの要望が多く、単一イベントに戻される[8]。
- 2006年 CIK-FIAワールドカップが復活[9]。
- 2007年 エンジン規定が一新され、従来のエンジンに代わる新たな「KF」エンジンが導入される[10]。
- 2011年 CIK-FIAワールドカップが消滅し、またもシリーズ化される。